# Marie Brand und das Spiel mit dem Glück
Marie Brand und das Spiel mit dem Glück ist die 25. Episode der Krimiserie Marie Brand. Der Fernsehfilm mit Mariele Millowitsch in der Titelrolle und Hinnerk Schönemann als Kriminalhauptkommissar Jürgen Simmel wurde am 20. April 2019 erstmals im ZDF ausgestrahlt.

## Handlung
Ein Einzelhändler wundert sich, als zwei Jungs kurz hintereinander das gleiche Spielgerät bei ihm kaufen, mit Kleingeld bezahlen und dann immer sofort verschwinden. Er geht ihnen nach, weil er vermutet, dass da irgendetwas nicht stimmt. So kommt er zu einem Auto, das mit offener Heckklappe hinter dem benachbarten Spielcasino steht. Hierin findet er nicht nur das offen in Kisten liegende Kleingeld, sondern auch den augenscheinlich erschossenen Fahrer. Kommissarin Marie Brand und ihr Kollege Jürgen Simmel erscheinen am Tatort, um den Fall zu übernehmen. Bei dem Toten handelt es sich um Sigmar Calser, den Besitzer des Spielcasinos, der allein in Köln zwölf und in umliegenden Städten weitere Spielstätten unterhält. Die beiden Jungs erzählen, einen Mann mit Kapuze am Auto gesehen zu haben, der sich eine Tasche vom Rücksitz genommen hätte. Marie Brand sieht sich die Überwachungsaufnahmen an, kann aber den mutmaßlichen Täter darauf nicht ausmachen.
Calser war neben seinem Sohn Geschäftsführer von Calser-Casinos. Oliver Calser kann den Ermittlern per Computer die fehlende Menge der Geldscheine ermitteln. Es handelt sich um über 230.000 Euro. In allen anderen Casinos wird das Geld von einer Sicherheitsfirma abgeholt, nur hier in Köln hatte sich Calser vorbehalten, es weiter persönlich zu tun. Jemand, der dies wissen dürfte, ist Lothar Emmerich, ein ehemaliger Mitbegründer der Calser-Casinos, der sich durch die Manipulation von Spielautomaten illegal bereichert hatte und dafür auch ins Gefängnis musste. Ein weiterer Verdächtiger ist Calsers zweiter Sohn Michi. Er hat mit seinem Vater gebrochen, da seine Freundin an ihrer Spielsucht zugrunde gegangen war und er deshalb das Geschäft seines Vaters nicht mehr ertragen konnte. Heute arbeitet er für die Suchthilfe, um anderen Betroffenen zu helfen. Für die Tatzeit hat er zwar durch das befreundete Ehepaar Müchen ein Alibi, aber da es sich dabei ebenfalls um Gegner der Calser-Casinos handelt, die sogar gegen Michis Vater geklagt hatten, erscheint das Alibi nicht sehr glaubwürdig.
Eine weitere Verdächtige kommt ins Spiel, als Marie Brand Hinweise auf eine Spielsucht von Calsers Mitarbeiterin Jutta Lehmann erhält. Obwohl sie als Angestellte theoretisch nicht spielen darf, tut sie es trotzdem heimlich. Das hatte Brand bereits auf den Überwachungsvideos gesehen, aber erst durch einen weiteren Hinweis erkannt. Eine Nachfrage bei ihr ergibt massive Geldschulden, von denen ihr Mann nichts ahnt, weil sie es sehr geschickt verbergen konnte und auch immer etwas Geld als Gewinn wieder mitbrachte. Seit kurzem hatte sie aber einen „Melker“ im Casino beobachtet, der die Automaten immer geschickt dann von anderen Spielern übernimmt, wenn die Geräte kurz vor der Auszahlung eines Gewinns stehen. Bisher konnte sie diese Momente für sich nutzen, aber seit die Melker da waren, steckt sie weiter in ihren Schulden fest. Brand und Simmel können sehr schnell das Brüderpaar Janev als diese „Melker“ ermitteln, von denen sie erfahren, dass Lothar Emmerich nach seiner Haftentlassung angeblich noch immer als Automatenbetrüger aktiv wäre. Die Kommissare gehen dem Hinweis nach und kommen gerade dazu, als Emmerich von einem Unbekannten überfallen wird. Simmel nimmt sofort die Verfolgung auf, kann den Mann aber nicht stellen. Dafür findet Brand in Emmerichs Wohnwagen die gestohlene Tasche mit dem Geld aus dem Spielcasino. Der Verdächtige gibt zwar zu, daran gearbeitet zu haben, erneut die Spielautomaten auszutricksen, aber aufgrund der heutzutage verwendeten Elektronik würde er es nicht mehr „hinkriegen“. Die Geldtasche habe ihm der Unbekannte gerade in den Wohnwagen gestellt. Er habe Calser nicht ermordet.
Da in der Geldtasche auch Calsers Handy war und Brand die Nachrichten analysiert, bleibt Jutta Lehmann im Focus der Ermittlungen. Sie hatte mit dem Opfer eine Affäre und Calser ist der Vater ihres Kindes, was bisher niemand weiter wusste. Als Brand und Simmel zu ihr fahren wollen, finden sie die Frau tot auf einer Bank. Alles soll auf Suizid deuten, was Brand sofort bezweifelt. Sie versucht, die beiden Todesfälle in Zusammenhang zu bringen und kommt zu dem Schluss, dass die Lösung bei Oliver Calser zu finden ist. Sein Vater stand dem von ihm geplanten Verkauf der Casinos entgegen, weshalb er ihn aus dem Weg räumte. Jutta Lehmann wollte Schweigegeld, da durch die Existenz ihres Kindes das Erbe sonst durch drei zu teilen wäre. Nachdem bei Oliver Calser die Pistole gefunden wird, mit der er seinen Vater erschossen hatte, wird Calser festgenommen.

## Hintergrund
Die Episode wurde unter dem Arbeitstitel Marie Brand und das Glücksspiel  vom 20. Februar bis zum 26. März 2018 in Köln und Umgebung gedreht.

## Rezeption

### Einschaltquoten
Marie Brand und das Spiel mit dem Glück erreichte bei seiner Premiere am 20. April 2019 5,53 Millionen Zuschauer und einen Marktanteil von 21,7 Prozent für das ZDF.

### Kritik
Volker Bergmeister schrieb bei Tittelbach.tv: „Dem ungleichen, sich so herrlich kabbelnden Duo Brand und Simmel hätte man zum Jubiläum – ‚Marie Brand und das Spiel mit dem Glück‘ ist ihr 25. Fall – eine stärkere Geschichte gewünscht.“ Denn „die verschiedenen Motive und ‚Spielarten‘ der Glücksspielszene wirken hier arg aneinandergereiht und geben der Geschichte so keinen richtigen Fluss. Daraus hätte man mehr machen können. Auch in der Figurenzeichnung kann der Krimi nicht überzeugen.“ Insgesamt „ist die Jubiläumsfolge eher schleppend und unentschlossen.“
Die Kritiker der Fernsehzeitschrift TV Spielfilm gaben dieser Folge den „Daumen nach oben“. Sie urteilten: „Humorig sein oder das Thema Spielsucht mit dramatischem Ernst angeht? Der Krimi wirkt unentschlossen und vordergründig. Das eingespielte Team sehen wir dennoch gern, weshalb wir zum Jubiläum ein Auge zudrücken.“ Fazit: „Nicht die beste Folge, aber ein gutes Thema.“
Wilfried Geldner von Prisma kritisierte: „Allzu steil ist diesmal das Gefälle zwischen den Kommissaren Brand und Simmel. Marie ist stets die Schlaue, er der Tor. Man möchte beinahe den Inklusionsbeauftragten rufen. Zum sonstigen recht anspruchsvollen Noir-Szenario will die schlichte Konstellation jedenfalls so recht nicht passen.“